# Le Christ marchant sur les flots
Le Christ marchant sur les flots er en fransk stumfilm fra 1899 af Georges Méliès.